# Hady Lantschner
Hady Lantschner   (Innsbruck, 22 de setembre de 1906 - Innsbruck, 10 de desembre de 2002), de casada Hady Pfeiffer, va ser una esquiadora alpina austríaca que va competir durant les dècades de 1920 i 1930. El 1935 es va casar amb un entrenador alemany i es nacionalitzà alemanya. Era germà dels també esquiadors Gerhard, Gustav, Inge i Otto Lantschner
Representant Àustria, el 1932 va guanyar dues medalles de bronze al Campionat del Món d'esquí alpí de Cortina d'Ampezzo, en descens i combinada. El 1935, representat Alemanya, va guanyar una medalla de plata en la prova del descens al Campionat del món disputat a Mürren. a aconseguir diverses victòries i podis en curses nacionals i internacionals, destacant els tres campionats nacionals d'aquell mateix any.
El 1936 va prendre part en els Jocs Olímpics d'Hivern de Garmisch-Partenkirchen, on fou cinquena en la prova combinada d'esquí alpí.